# Castelo Gairnieston
O Castelo Gairnieston ou Castelo Garniston foi um castelo medieval em Aberdeenshire, na Escócia.
Não há vestígios da existência dele.

## História
O castelo foi a residência do chefe do clã Dalgarno.

## Estrutura
O castelo ficava na margem direita de um riacho. Há um pequeno parque que, acredita-se, tenha sido o jardim do castelo.